# Chlorops brevimanus
Chlorops brevimanus är en tvåvingeart som beskrevs av Friedrich Hermann Loew 1866. Chlorops brevimanus ingår i släktet Chlorops och familjen fritflugor. Inga underarter finns listade i Catalogue of Life.